# Matthias Glasner
Matthias Glasner (Hamburgo, 20 de enero de 1965) es un director de cine, guionista, actor, productor de cine y músico alemán.

## Trayectoria
Empieza dirigiendo películas junto con Birgit Staudt, entre ellas Schicksal und Zufall (1990). Es músico de la banda Homesweethome y en 1996 junto a su amigo el actor Jürgen Vogel fundó Schwarzweiss Filmproduktion en 1996. Ese mismo año, Vogel también fue el actor principal del primer largometraje de la nueva compañía, Sexy Sadie. En esta película, Vogel interpretó a un asesino en serie que se entera en prisión de que tiene un tumor cerebral mortal y se escapa de prisión. Glasner escribió el guion y la dirigió.
Después de algunos trabajos como director de televisión, realizó su tercer largometraje Fandango - Members Only en 2000 (después de Die Mediocren, 1995 y Sexy Sadie, 1996) protagonizada por Nicolette Krebitz y Moritz Bleibtreu. En 2006 recibió el Premio del Gremio de Teatro de Arte Cinematográfico Alemán en la Berlinale de 2006 por su cuarta película El libre albedrío protagonizada también por Jürgen Vogel.
Glasner dirigió los dos primeros episodios (On a Narrow Ridge y Unforgiving) de la serie policial KDD – Tatort, que se estrenó en ZDF en 2007. Jürgen Vogel asumió el papel de Han.
En 2012, recibió su segunda invitación al concurso de la Berlinale por Gnade. La película cuenta la historia de una pareja alemana (interpretada por Birgit Minichmayr y Jürgen Vogel) que emigra a Noruega y se enfrenta a la cuestión de quién tiene la culpa de un accidente de tráfico.  La posibilidad de perdón que presenta la película le pareció una hermosa visión, dijo Glasner sobre sus motivos para la misericordia.

Matthias Glasner premio mejor dirección FICX62

En 2024 recibió el Oso de Plata en la 74ª edición de la Berlinale por su guion para el largometraje Dying,  protagonizado por Corinna Harfouch, Lars Eidinger y Lilith Stangenberg, Robert Gwisdek y Ronald Zehrfeld. Para escribirla se inspiró en la película Dolor y gloria de Pedro Almodovar explicó Glasner cuando presentó la obra en el España, en el FICX62. Narra las vivencias de una madre de 70 años con cáncer que disfruta de su libertad cuando su marido con demencia es ingresado en un centro de cuidados y ahonda en la relación con sus hijos. Dying fue nominada a nueve premios del cine alemán y el propio Glasner fue considerado en las categorías de largometraje, dirección y guion. En noviembre de 2024 recibió el premio a la mejor dirección en el Festival Internacional de Cine de Gijón.
Glasner es miembro de la Academia de Cine Alemana.

## Filmografía (selección)
- The Meds (1995)
- Sexy Sadie (1996)
- Fandango (2000)
- High Score (2001, TV film)
- Tatort: Flashback (2002, TV series episode)
- Die fremde Frau (2003, TV film)
- The Free Will (2006)
- This Is Love (2009)
- Die Stunde des Wolfes (2011, TV film)
- Tatort: Die Ballade von Cenk und Valerie (2012, TV series episode)
- Mercy (2012)
- Blochin (2015, TV miniseries)
- Landgericht (2017, TV film)
- Polizeiruf 110: Demokratie stirbt in Finsternis (2018, TV series episode)
- Das Boot (2020, TV series, 4 episodes)
- Dying (2024)